# Herzhausen (Dautphetal)

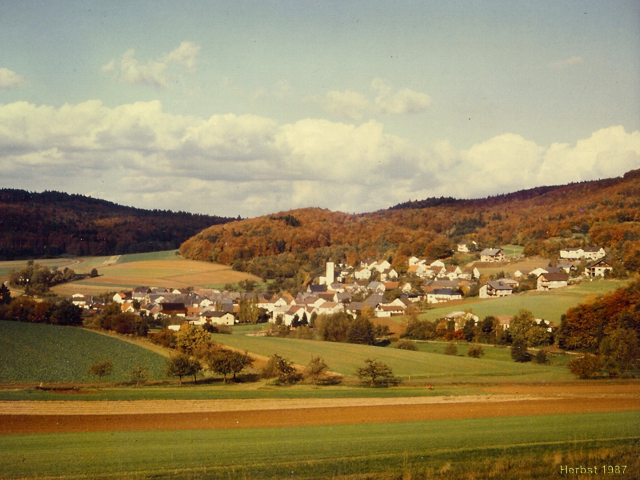
Ansicht von Herzhausen vom Dusenberg 1987

Herzhausen ist ein Dorf im Hessischen Hinterland und als solches ein Ortsteil der Großgemeinde Dautphetal im mittelhessischen Landkreis Marburg-Biedenkopf.

## Geographie

### Geographische Lage
Herzhausen liegt im Naturraum Oberes Lahntal der Region Lahn-Dill-Bergland in Mittelhessen, ca. 20 km westlich von Marburg und 10 km östlich von Biedenkopf in der Gemeinde Dautphetal, direkt an der B 453. Herzhausen eignet sich wegen der Landschaft und des umgebenden Waldes zur Naherholung.

### Gemarkung
Seit dem Jahr 1954 ist Herzhausen als Landschaftsschutzgebiet ausgewiesen. Die Größe der Gemarkung Herzhausen beträgt 709,19 Hektar.
Begrenzt wird Herzhausen durch den Streichenberg im Osten, das Kellerbachtal im Norden und den Hünstein im Südwesten.
Herzhausen wird von den Stadtteilen Diedenshausen, Sinkershausen, Bellnhausen, Runzhausen der Stadt Gladenbach und den Dautphetaler Ortsteilen Holzhausen am Hünstein, Mornshausen an der Dautphe, Friedensdorf und Damshausen umgeben.
Folgende Flächenanteile ergeben sich für Herzhausen:
- Wald: ca. 380 ha
- Ackerland: ca. 166 ha
- Wiesen: ca. 124 ha
- Ödland, Weide: ca. 10 ha
- Wege, Wasser: ca. 28 ha
- Friedhof: ca. 2 ha
- Ortslage: ca. 13 ha

### Gewässer
Der Kaltenbach entspringt im Osten von Herzhausen, in der Gemarkung Winkshausen, und der Kellerbach im Norden des Ortes. Beide Bäche sind Zuflüsse der Dautphe.

### Berge
Im Uhrzeigersinn, beginnende im Norden, wird Herzhausen von den folgenden Bergen eingerahmt:
- Höckerberg 341 m
- Schweinskopf 473 m (Gemarkung Friedensdorf)
- Streichenberg 456 m
- Kaltenberg 449 m
- Dusenberg 457 m
- Hünstein 504 m (Gemarkung Holzhausen)

Bis auf den Hünstein (Bottenhorner Hochflächen) gehören alle Berge zu den Damshäuser Kuppen.

### Klima
Das meist bewaldete Bergland der Umgebung bietet Windschutz fast nach allen Seiten. Es bewirkt bei tief stehender Sonne eine geringe Einschränkung der Sonneneinstrahlung nach dem Wohngebiet. Die Landschaftsform ermöglicht die Ausbildung eines östlichen Windsystems, durch das abends und nachts frische Waldluft durch Berg- und Hangwinde nach der Wohnzone geführt wird.
Da Herzhausen abseits von großen Verkehrsstraßen liegt und keine Industrie vorhanden ist, herrscht reine Luft vor. Ein östliches Bergwindsystem ermöglicht außerdem auch bei windstillen Großwetterlagen ausreichenden Luftaustausch. Bei dieser Höhenlage treten im Sommer länger dauernde, belastende Hitzeperioden nur selten auf. Der Abfluss von Kaltluft dürfte zwar etwas erschwert sein, aber kaum zu länger dauernder Kaltluftstagnation führen. Dadurch ist auch die Nebelneigung verhältnismäßig gering.

## Geschichte

### Chronik
Die älteste bekannte schriftliche Erwähnung von Herzhausen erfolgte unter dem Namen Hertzhusin im Jahr 1333.
Die Statistisch-topographisch-historische Beschreibung des Großherzogthums Hessen berichtet 1830 über Herzhausen:

„Herzhausen (L. Bez. Gladenbach) evangel. Filialdorf; liegt 1 3⁄4 St. von Gladenbach, hat 41 Häuser und 257 evangelische Einwohner. In der Gemarkung findet sich ein Eisenbergwerk das aber jetzo nicht mehr im Betrieb ist.“

Zum 1. Juli 1974 wurde die bis dahin selbständige Gemeinde Herzhausen im Zuge der Gebietsreform in Hessen mit 11 weiteren Gemeinden kraft Landesgesetz zur neuen Großgemeinde Dautphetal zusammengeschlossen. Sitz der Gemeindeverwaltung wurde der Ortsteil Dautphe. Für alle ehemals eigenständigen Gemeinden von Dautphetal wurden Ortsbezirke mit Ortsbeirat und Ortsvorsteher nach der Hessischen Gemeindeordnung eingerichtet.

### Territorialgeschichte und Verwaltung im Überblick
Die folgende Liste zeigt im Überblick die Territorien, in denen Herzhausen  lag, bzw. die Verwaltungseinheiten, denen es unterstand:
- vor 1567: Heiliges Römisches Reich, Landgrafschaft Hessen, Amt Biedenkopf, Gericht Dautphe
- ab 1567: Heiliges Römisches Reich, Landgrafschaft Hessen-Marburg, Amt Biedenkopf[9]
- 1604–1648: strittig zwischen Hessen-Kassel und Hessen-Darmstadt (Hessenkrieg)
- ab 1604: Heiliges Römisches Reich, Landgrafschaft Hessen-Kassel, Amt Biedenkopf, Gericht Dautphe
- ab 1627: Heiliges Römisches Reich, Landgrafschaft Hessen-Darmstadt, Oberfürstentum Hessen, Amt Biedenkopf, Gericht Dautphe[10][11]
- ab 1806: Großherzogtum Hessen, Oberfürstentum Hessen, Amt Biedenkopf[12]
- ab 1815: Großherzogtum Hessen, Provinz Oberhessen, Amt Biedenkopf[13]
- ab 1821: Großherzogtum Hessen, Provinz Oberhessen, Landratsbezirk Gladenbach (Trennung von Justiz (Landgericht Gladenbach) und Verwaltung)
- ab 1832: Großherzogtum Hessen, Provinz Oberhessen, Kreis Biedenkopf
- ab 1848: Großherzogtum Hessen, Regierungsbezirk Biedenkopf
- ab 1852: Großherzogtum Hessen, Provinz Oberhessen, Kreis Biedenkopf
- ab 1867: Norddeutscher Bund, Königreich Preußen, Provinz Hessen-Nassau, Regierungsbezirk Wiesbaden, Kreis Biedenkopf (übergangsweise Hinterlandkreis)[11]
- ab 1871: Deutsches Reich, Königreich Preußen, Provinz Hessen-Nassau, Regierungsbezirk Wiesbaden, Kreis Biedenkopf
- ab 1918: Deutsches Reich, Freistaat Preußen, Provinz Hessen-Nassau, Regierungsbezirk Wiesbaden, Kreis Biedenkopf
- ab 1932: Deutsches Reich, Freistaat Preußen, Provinz Hessen-Nassau, Regierungsbezirk Wiesbaden, Kreis Dillenburg
- ab 1933: Deutsches Reich, Freistaat Preußen, Provinz Hessen-Nassau, Regierungsbezirk Wiesbaden, Kreis Biedenkopf
- ab 1944: Deutsches Reich, Freistaat Preußen, Provinz Nassau, Landkreis Biedenkopf
- ab 1945: Deutsches Reich, Amerikanische Besatzungszone, Groß-Hessen, Regierungsbezirk Wiesbaden, Landkreis Biedenkopf
- ab 1946: Deutsches Reich, Amerikanische Besatzungszone, Hessen, Regierungsbezirk Wiesbaden, Landkreis Biedenkopf
- ab 1949: Bundesrepublik Deutschland, Hessen, Regierungsbezirk Wiesbaden, Landkreis Biedenkopf
- ab 1968: Bundesrepublik Deutschland, Hessen, Regierungsbezirk Darmstadt, Landkreis Biedenkopf
- ab 1974: Bundesrepublik Deutschland, Hessen, Regierungsbezirk Kassel, Landkreis Marburg-Biedenkopf, Gemeinde Dautphetal
- ab 1981: Bundesrepublik Deutschland, Hessen, Regierungsbezirk Gießen, Landkreis Marburg-Biedenkopf, Dautphetal

### Einwohnerentwicklung

#### Einwohnerstruktur
Nach den Erhebungen des Zensus 2011 lebten am Stichtag dem 9. Mai 2011 in Herzhausen 570 Einwohner. Darunter waren 6 (1,1 %) Ausländer.
Nach dem Lebensalter waren 99 Einwohner unter 18 Jahren, 264 zwischen 18 und 49, 108 zwischen 50 und 64 und 102 Einwohner waren älter.
Die Einwohner lebten in 231 Haushalten. Davon waren 66 Singlehaushalte, 60 Paare ohne Kinder und 87 Paare mit Kindern, sowie 18 Alleinerziehende und keine Wohngemeinschaften. In 42 Haushalten lebten ausschließlich Senioren/-innen und in 153 Haushaltungen lebten keine Senioren/-innen.

#### Einwohnerzahlen
| Quelle: Historisches Ortslexikon |                                                                                      |
| • 1577:                          | 018 Hausgesesse                                                                      |
| • 1630:                          | 019 Hausgesesse (10 zweispännige, 3 einspännige Ackerleute, 7 Einläuftige), 1 Witwe. |
| • 1677:                          | 025 Hausgründe, 2 Witwen, 13 ledige Personen.                                        |
| • 1742:                          | 041 Haushalte                                                                        |
| • 1791:                          | 195 Einwohner                                                                        |
| • 1800:                          | 224 Einwohner                                                                        |
| • 1806:                          | 208 Einwohner, 36 Häuser                                                             |
| • 1829:                          | 257 Einwohner, 41 Häuser                                                             |

| Herzhausen: Einwohnerzahlen von 1791 bis 2018 | Herzhausen: Einwohnerzahlen von 1791 bis 2018 | Herzhausen: Einwohnerzahlen von 1791 bis 2018 | Herzhausen: Einwohnerzahlen von 1791 bis 2018 | Herzhausen: Einwohnerzahlen von 1791 bis 2018 |
| --- | --------------------------------------------- | --------------------------------------------- | --------------------------------------------- | --------------------------------------------- |
| Jahr |                                               |                                               |                                               | Einwohner                                     |
| 1791 | 1791                                          |                                               | 195                                           | 195                                           |
| 1800 | 1800                                          |                                               | 224                                           | 224                                           |
| 1806 | 1806                                          |                                               | 208                                           | 208                                           |
| 1829 | 1829                                          |                                               | 257                                           | 257                                           |
| 1834 | 1834                                          |                                               | 295                                           | 295                                           |
| 1840 | 1840                                          |                                               | 293                                           | 293                                           |
| 1846 | 1846                                          |                                               | 293                                           | 293                                           |
| 1852 | 1852                                          |                                               | 322                                           | 322                                           |
| 1858 | 1858                                          |                                               | 293                                           | 293                                           |
| 1864 | 1864                                          |                                               | 282                                           | 282                                           |
| 1871 | 1871                                          |                                               | 250                                           | 250                                           |
| 1875 | 1875                                          |                                               | 280                                           | 280                                           |
| 1885 | 1885                                          |                                               | 297                                           | 297                                           |
| 1895 | 1895                                          |                                               | 303                                           | 303                                           |
| 1905 | 1905                                          |                                               | 278                                           | 278                                           |
| 1910 | 1910                                          |                                               | 299                                           | 299                                           |
| 1925 | 1925                                          |                                               | 325                                           | 325                                           |
| 1939 | 1939                                          |                                               | 337                                           | 337                                           |
| 1946 | 1946                                          |                                               | 490                                           | 490                                           |
| 1950 | 1950                                          |                                               | 484                                           | 484                                           |
| 1956 | 1956                                          |                                               | 448                                           | 448                                           |
| 1961 | 1961                                          |                                               | 455                                           | 455                                           |
| 1967 | 1967                                          |                                               | 505                                           | 505                                           |
| 1980 | 1980                                          |                                               | ?                                             | ?                                             |
| 1990 | 1990                                          |                                               | ?                                             | ?                                             |
| 2000 | 2000                                          |                                               | ?                                             | ?                                             |
| 2009 | 2009                                          |                                               | 629                                           | 629                                           |
| 2011 | 2011                                          |                                               | 570                                           | 570                                           |
| 2018 | 2018                                          |                                               | 555                                           | 555                                           |
| Datenquelle: Historisches Gemeindeverzeichnis für Hessen: Die Bevölkerung der Gemeinden 1834 bis 1967. Wiesbaden: Hessisches Statistisches Landesamt, 1968. Weitere Quellen: LAGIS; nach 1970: Gemeinde Dautphetal (webarchiv); Zensus 2011 |                                               |                                               |                                               |                                               |

#### Religionszugehörigkeit
| Quelle: Historisches Ortslexikon | |
| • 1829:                          | 255 evangelische, 1 römisch-katholischer Einwohner                                                       |
| • 1885:                          | 285 evangelische (= 95,96 %), keine katholischen, 12 christliche Einwohner anderer Konfession (= 4,04 %) |
| • 1961:                          | 341 evangelische (= 74,95 %), 50 römisch-katholische (= 10,99 %) Einwohner                               |

#### Erwerbstätigkeit
| Quelle: Historisches Ortslexikon | |
| • 1867:                          | Erwerbspersonen: 54 Landwirtschaft |
| • 1961:                          | Erwerbspersonen: 122 Land- und Forstwirtschaften, 115 produzierendes Gewerbe, 14 Handel und Verkehr, 5 Dienstleistungen und Sonstiges. |

## Politik

### Wappen
Das Wappen wurde am 13. Dezember 1955 durch das Hessische Innenministerium genehmigt.
| Wappen von Herzhausen | Blasonierung: „In Silber ein roter Hahnenkopf mit blauem Schnabel, beseitet von zwei roten Herzen.“ |
| Wappen von Herzhausen | |

### Ortsbeirat
Der Ortsbeirat wird von Ortsvorsteher Stefan Schmidt angeführt.

## Sagen und Geschichten
Um den Kellerbach, der zwischen den beiden Bergen Hoheroth und Höckerberg hindurch fließt, rankt sich die Sage vom Kellerbach Ellerchen. Es soll eine alte graue Frau gewesen sein, die allerlei Unheil anrichtete. Einmal soll sogar der Schäfer von Herzhausen seine Hunde auf die alte Frau gehetzt haben, da ließ sie ihre Macht erkennen und zerstreute die Herde in alle Winde. Der Schäfer musste sich lange bemühen, bis er seine Schafe wieder zusammen hatte. Man sagt auch, dass sie nachts kleine Kinder holen würde, wenn diese durch den Wald laufen.

## Wirtschaft und Infrastruktur

### Öffentliche Einrichtungen und Freizeitmöglichkeiten
- Feuerwehrhaus
- Festplatz/Sportplatz
- Dorfgemeinschaftshaus mit Dorfladen
- Fischteich
- Rad- und Wanderwege
- Schwimmbad mit angrenzendem Beachvolleyballfeld
- Spielplatz
- Multifunktions-Sportplatz (seit Oktober 2009)
- Schutzhütte Ziegenberg

### Verkehr
Die Buslinie MR-40 von Gladenbach (Busbahnhof) nach Biedenkopf (Marktplatz) der Verkehrsgesellschaft  ALV-Oberhessen fährt die innerörtliche Haltestelle Dorfgemeinschaftshaus (DGH) in beiden Richtungen im Zweistundentakt an. Die Linie bietet in Wolfgruben über die Bushaltestelle Wolfgruben Wilhelmshütte bzw. den Bahnhaltepunkt Wilhelmshütte Anschluss an die Obere Lahntalbahn.
Etwas westlich umgeht die Bundesstraße 453 den Ort.